# Fran (fornavn)
 For alternative betydninger, se Fran. (Se også artikler, som begynder med Fran)
Fran er et spansk og italiensk fornavn (henholdsvis Francisca/Francisco og Francesca/Francesco) - og er et en almindelig forkortelse for de engelske navne Frances and Francis. Det spanske og italienske Fran er mere almindelig for mænd, mens det engelske Fran er et mest brugt for kvinder.

## Folk
- Fran Drescher
- Fran Mérida
- Fran Walsh